# الاخت مريم جوزيف راوه
كانت الأخت مريم جوزيف راوه الحاصلة على درجة الدكتوراه (1898– 1982) عضوًا في راهبات الصليب المقدس. حصلت على الدكتوراه من جامعة كولومبيا وكانت أستاذة في اللغة الإنجليزية في كلية سانت ماري من عام 1931 إلى 1960. وهي مؤلفة للعديد من الكتب بما في ذلك المقدمات والذي هو عبارة عن نص طورته ليصبح كجزءاً من المنهج الأساسي لكلية سانت ماري. يناقش تعليم الفنون الحرة في العصور الوسطى مستنداً بذلك على القواعد والمنطق والبلاغة.